# Gorica pri Šmartnem
Gorica pri Šmartnem je naselje u slovenskoj Općini Celju. Gorica pri Šmartnem se nalazi u pokrajini Štajerskoj i statističkoj regiji Savinjskoj. 

## Stanovništvo
Prema popisu stanovništva iz 2002. godine naselje je imalo 522 stanovnika.